# Canton de Saint-Pierre-de-Trivisy
L'ancien canton de Saint-Pierre-de-Trivisy était une division administrative française du département du Tarn. Il faisait partie du district de Lacaune.
Ce canton comprenait les communes d'Arifat, Montcouyoul, Rayssac et Saint-Pierre-de-Trivisy-et-Sénégas (chef-lieu).
En l'an X, les trois premières communes ont été rattachées au canton de Montredon-Labessonnié.
Saint-Pierre-de-Trivisy a été rattaché au canton de Vabre.

## Sources
- Communes du Tarn - Archive et Patrimoine, Conseil Général du Tarn et Archives départementales (1990) -  (ISBN 2-907508-04-0)